# Pécorade
Pécorade ist eine französische Gemeinde mit 135 Einwohnern (Stand 1. Januar 2022) im Département Landes in der Region Nouvelle-Aquitaine. Sie gehört zum Kanton Chalosse Tursan und zum Arrondissement Mont-de-Marsan. 
Nachbargemeinden sind Bahus-Soubiran im Norden, Sorbets im Südosten, Geaune im Südwesten und Castelnau-Tursan im Westen.

## Bevölkerungsentwicklung

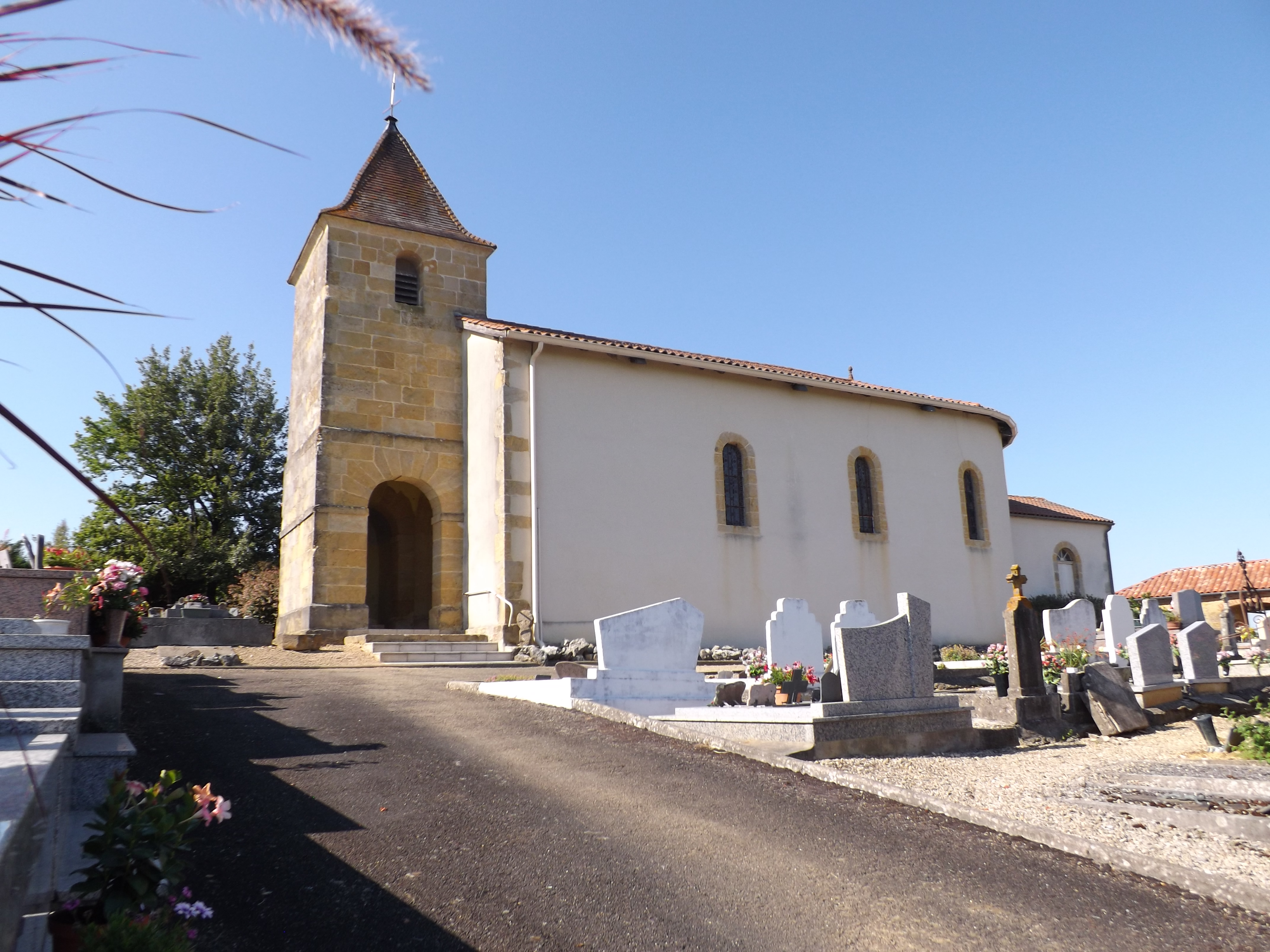
Kirche Saint-Laurent

| Jahr      | 1962 | 1968 | 1975 | 1982 | 1990 | 1999 | 2008 | 2017 |
| --------- | ---- | ---- | ---- | ---- | ---- | ---- | ---- | ---- |
| Einwohner | 135  | 147  | 118  | 123  | 132  | 164  | 150  | 140  |